# 肖蒙当茹
肖蒙当茹（法語：Chaumont-d'Anjou，法語發音：[ʃomɔ̃ dɑ̃ʒu] ⓘ，意为“安茹的肖蒙”）是法国曼恩-卢瓦尔省的一个旧市镇，属于昂热区。2016年1月1日，肖蒙当茹和相邻的另外3个市镇合并为新市镇雅尔泽维拉日（Jarzé Villages）。

## 地理
肖蒙当茹（47°32'25"N, 0°16'56"W）面积11.98 平方千米，位于法国卢瓦尔河地区大区曼恩-卢瓦尔省，该省份为法国西部内陆省份，大致对应安茹地区，北起顺时针与马耶讷省、萨尔特省、安德尔-卢瓦尔省、维埃纳省、德塞夫勒省、旺代省、大西洋卢瓦尔省和伊勒-维莱讷省接壤。
与肖蒙当茹接壤的市镇（或旧市镇、城区）包括：博内、科尔泽、雅尔泽维拉日、博热地区吕埃、马尔塞。
肖蒙当茹的时区为UTC+01:00、UTC+02:00（夏令时）。

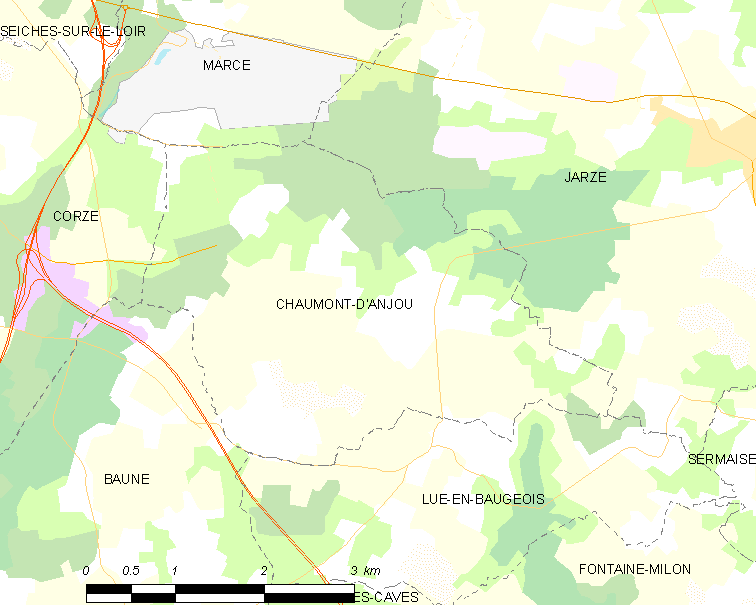
肖蒙当茹的OSM定位图

## 行政
肖蒙当茹的邮政编码为49140，INSEE市镇编码为49084。

## 政治
肖蒙当茹所属的省级选区为昂热第六县。

## 人口

1962-2008年间肖蒙当茹人口变化图示

肖蒙当茹于2018年1月1日时的人口数量为286人。